# 新余高新技术产业开发区
新余高新技术产业开发区于2001年11月挂牌成立。位于江西省新余市市区东侧，是江西省唯一的副厅级国家级开发区。全区下辖1镇2办事处，辖区面积266平方公里。该区以光伏产业为主导产业，区内有目前亚洲规模最大的太阳能多晶硅片生产企业江西赛维。